# Hoshihananomia gacognei godart
Hoshihananomia gacognei godart es una subespecie de coleóptero de la familia Mordellidae.

## Distribución geográfica
Habita en Francia.